# 岡野守也
岡野 守也（おかの もりや、1947年 - ）は、日本の思想家、仏教心理学者、セラピスト。広島県出身。
西洋心理学と大乗仏教－唯識思想を融合した「唯識心理学」、および現代科学、心理療法及び仏教思想を統合した「コスモス・セラピー」（教育実践としては「コスモロジー教育」）を独自に考案し、その実践・普及に長年取り組んでいる。
日本の伝統的精神構造の核心を「神仏儒習合」と捉え、その観点から日本精神史を再解釈し、とくに聖徳太子『十七条憲法』と、北欧におけるエコロジカルに持続可能な国づくりとの思想的統合に基づく思想運動を行ってきた。
アドラー、フランクル、論理療法、トランスパーソナルなど各派の心理学や、大乗経典、道元、空海等を統合的に研究し、それらを社会実践につなげつつ、多岐にわたる活動を展開している。

## 来歴
1947年、広島県因島市生まれ。幼年期から高校まで山口県で過ごす。
関東学院大学神学部でキリスト教神学を学び、直接には八木誠一の神学の影響で原理主義的キリスト教を脱し、著書を通じて滝沢克己、久松真一、西谷啓治から影響を受ける。
1970年、関東学院大学大学院神学研究科修士課程修了。秋月龍珉から禅を学びつつ、さらに研究を唯識、トランスパーソナル心理学へと展開。キリスト教牧師と兼務で、仏教書出版社の編集者として仏教、心理学、エコロジー、ホリスティック医学など編集企画に携わり、ケン・ウィルバー、トランスパーソナル心理学をはじめ新たな思想潮流をわが国に紹介、並行して唯識と西洋深層心理学の統合を構想する。1982年、牧師を辞任。
1992年にサングラハ心理学研究所（現在サングラハ教育・心理研究所と改称）を設立。1998年、出版社を退社し、研究所に専心。現在まで、同研究所の主幹として機関誌『サングラハ』を主宰する。
以降、執筆、講演・講義、ワークショップなどの活動を続け、社会人教育の講座（唯識心理学、コスモス・セラピー、トランスパーソナル心理学、論理療法等の講義及びワークショップ）を持続している。
2008年、日本仏教心理学会創設、副会長（～2012年）、現在運営委員。「持続可能な国づくりを考える会」運営委員長。2013年まで、法政大学、桜美林大学、武蔵野大学等で教鞭を取った。

## 著書
- 『トランスパーソナル心理学』（青土社、1990〔増補版2000〕）
- 『唯識の心理学』（青土社、1990〔改訂新版2005〕）
- 『美しき菩薩・イエス』（青土社、1991）
- 『能と唯識』（青土社、1994）
- 『わかる唯識』（水書坊、1995）
- 『唯識で自分を変える――仏教の心理学ガイドブック』（すずき出版、1995）
- 『唯識――仏教的深層心理の世界（上・下）』（ＮＨＫ出版、1997）
- 『わかる般若心経』（水書坊、1997）〔改訂版『よくわかる般若心経――二七六字の本当の意味が見えてくる』ＰＨＰ、2004〕
- 『唯識のすすめ――仏教の深層心理学入門』（ＮＨＫ出版、1998）
- 『大乗仏教の深層心理学――『摂大乗論』を読む』（青土社、1999〔新装重版2011〕）
- 『コスモロジーの創造――禅・唯識・トランスパーソナル』（法藏館、2000）
- 『自我と無我 ――「個と集団」の成熟した関係』（ＰＨＰ研究所、2000）
- 『生きる自信の心理学――コスモス・セラピー入門』（ＰＨＰ研究所、2002）
- 『聖徳太子『十七条憲法』を読む――日本の理想』（大法輪閣、2003）
- 『道元のコスモロジー――『正法眼蔵』の核心』（大法輪閣、2004）
- 『唯識と論理療法――仏教と心理療法・その統合と実践』（佼成出版社、2004）
- 『空海の『十住心論』を読む』（大法輪閣、2005）
- 『いやな気分の整理学――論理療法のすすめ』（ＮＨＫ出版、2008）
- 『仏教とアドラー心理学――自我から覚りへ』（佼成出版社、2010）
- 『「日本再生」の指針――聖徳太子『十七条憲法』と「緑の福祉国家」』太陽出版、2011
- 『コスモロジーの心理学――コスモス・セラピーの思想と実践』青土社、2012
- 『ストイックという思想――マルクス・アウレーリウス『自省録』を読む』青土社、2013
- 『『金剛般若経』全講義』大法輪閣、2016年

### 共著
- 『テーマは意識の変容 徹底討論』（吉福伸逸との共著、春秋社、1991）

### 翻訳
- 『摂大乗論――現代語訳』（羽矢辰夫との共訳。コスモス・ライブラリー、1996）
- ディーパック・チョプラ『人生に奇跡をもたらす７つの法則』（ＰＨＰ研究所、2000）
- ポール・Ａ．ホーク『きっと、「うつ」は治る』（ＰＨＰ研究所、2002）
- ケン・ウィルバー『万物の理論――ビジネス・政治・科学からスピリチュアリティまで』（トランスビュー、2002）
- アレックス・Ｌ．チュウ『アドラー心理学への招待』（金子書房、2004）

他多数。

### 論文
- CiNii>岡野守也